# Массовое убийство в городе Дейтон
Массовое убийство в городе Дейтон произошло рано утром 4 августа 2019 года, примерно в 1:05 в городе Дейтон, штат Огайо. В ходе инцидента погибло 10 человек, включая преступника, и по меньшей мере 27 получили ранения. 
Стрелок был убит полицией всего через 30 секунд после совершения первых выстрелов. В ходе обыска, проведенного в апартаментах стрелка были обнаружены дневники и записи, веско доказывающие склонность преступника к гомицидомании. В ходе предварительного расследования, представителями правоохранительных органов было сделано заявление об отсутствии у убитого расовых или политических мотивов совершения преступления. Этот инцидент стал вторым за 13 часов в США после  массового убийства в городе Эль-Пасо.

## Стрельба
В 1:05 ночи по местному времени,  мужчина вооруженный винтовкой «Anderson Manufacturing AM-15» открыл огонь по группе людей возле бара «Ned Peppers Bar», расположенного в центральном районе города, убив 9 человек. По словам начальника полиции Дейтона Ричарда Биля, через 20 секунд после начала стрельбы сотрудниками полиции стрелявший был обнаружен и примерно через 30 секунд после того, как были произведены первые выстрелы, стрелок был застрелен на месте совершения преступления.Окружив здание, сотрудники из различных правоохранительных учреждений впоследствии эвакуировали отдыхающих и персонал нескольких близлежащих ночных клубов и других заведений и выставили оцепление вокруг прилегающему к бару квартала. Очевидцы из числа выживших и раненых впоследствии сообщили, что незадолго до начала стрельбы, преступнику отказали в обслуживании и во входе в бар.

## Жертвы
В ходе инцидента погибло 9 человек, включая родную сестру убийцы и ее жениха. Из числа раненых - 14 человек получили огнестрельные ранения. 4 человека получили тяжелые ранения и были доставлены в больницу в критическом состоянии. Среди убитых были пять мужчин и четыре женщины , большинство из жертв были чернокожими. Возраст жертв варьировался от 22 до 57 лет.

## Стрелок
Вскоре после убийства нападавшего, его личность была установлена. Им оказался 24-летний житель небольшого города Беллбрук, по имени Коннор Стивен Беттс. В ходе предварительного расследования было выяснено, что социальные сети играли большую роль в его жизни. 
Преступник имел множество аккаунтов в различных социальных сетях и позиционировал себя как фаната аниме и музыкальных групп исполняющих музыку в жанре хэви-металл, тексты песен которых пропагандируют насилие, некрофилию, эскалацию сатанизма и мизогинию. На аккаунтах своих профилей в социальных сетях, Беттс неоднократно подчеркивал что является противником Республиканской партии, Дональда Трампа и его иммиграционной политики. Также в ходе исследования его записей из дневников, было установлено, что Коннор Беттс являлся сторонником Демократической партии, социализма-либерализма, поддерживал деятельность политика Элизабет Уоррен и деятельность международного движение Антифа.  
За несколько часов до того, как он открыл огонь в Дейтоне, преступник выразил положительное отношение к сообщениям о массовом убийстве  в торговом центре в городе Эль-Пасо, включая те, в которых преступник описывался такими определениями как  «террорист» и «супремасист». Тем не менее, никаких доказательств того, что Беттс совершил массовое убийство исходя из политических мотивов или на почве ненависти к той или иной социальной группе найдено не было. 
По сообщениям правоохранительных органов, Беттс до инцидента уже привлекался к уголовной ответственности после того, как в 2012 году,будучи старшеклассником, был задержан за публичные угрозы физической расправы и сексуального насилия в адрес своих одноклассников и одноклассниц. При обыске во время его задержания был найден список с именами парней и девушек, в связи с чем, Коннор был на некоторое время отстранен от занятий в учебном заведении. Ряд друзей и знакомых преступника сообщили полиции, что Беттс в школьные годы проявлял деструктивное поведение по отношению к другим ученикам школы и учителям, но и в то же время сам подвергался насилию, вследствие чего заявлял о планах совершить массовое убийство обидчиков после окончания школы. Родственники стрелка в свою очередь сообщили полиции, что уже в школьные годы, в поведении Коннора стали проявляться признаки и симптомы шизофрении

## Реакция
7 августа Трамп посетил Дейтон и Эль-Пасо.